# Picea retroflexa
Picea retroflexa, Mast., 1906, è una specie di peccio, appartenente alla famiglia delle Pinaceae, originaria del Sichuan occidentale (Kangding e Jiuzhaigou) e del Qinghai, in Cina.

## Etimologia
Il nome generico Picea, utilizzato già dai latini, potrebbe, secondo un'interpretazione etimologica, derivare da Pix picis = pece, in riferimento all'abbondante produzione di resina. Il nome specifico retroflexa fa riferimento ai pulvini piegati all'indietro sull'asse dei virgulti (patenti-reflexi); una seconda interpretazione, secondo la descrizione di Masters, fa riferimento ai macrosporofilli dei coni, anch'essi ricurvi all'indietro.

## Descrizione

### Portamento
Albero alto 40-45 metri con tronco monopodiale diritto che raggiunge 1-1,5 m di diametro; i rami del primo ordine sono numerosi, corti, orizzontali, mentre i rami del secondo ordine sono corti, rigidi, numerosi e sviluppati lateralmente. La chioma è strettamente conica o colonnare, soprattutto negli esemplari che vegetano ad alta quota. I virgulti sono corti, saldi, spessi, di colore arancione-marrone o marrone-chiaro, profondamente increspati e scanalati, glabri o spesso ricoperti di pubescenza ferruginosa; i pulvini sono ben sviluppati, quasi eretti, lunghi 1–2 mm.

### Foglie
Le foglie sono aghiformi, disposte radialmente, lineari, ricurve, con sezione quadrangolare o trasversalmente rombica, di colore verde chiaro o verde glauco, lunghe 1,2-1,8 cm e con punte pungenti; hanno stomi su entrambe le pagine, disposti in due bande di 2-3 linee su quella superiore, due bande di 4-6 linee su quella inferiore. Le gemme vegetative sono largamente coniche, lunghe 5–10 mm, resinose e spesso pubescenti alla base; hanno perule triangolari, di colore arancione-marrone con punte purpuree, persistenti per anni.

### Fiori
Sono strobili maschili di colore inizialmente rosso, poi rosso-giallastro, ascellari, lunghi 2,3–5 cm.

### Frutti
I coni femminili sono terminali, sessili, ovali-oblunghi o cilindrici-conici, inizialmente eretti, poi pendenti a maturazione; lunghi 8–13 cm e larghi 2,5–4 cm, da immaturi rosso-purpurei, poi marrone-rossastro o purpurei, con apice ottuso. I macrosporofilli sono obovati-oblunghi, suborbicolari quelli alla base del cono, lunghi 1,5–2 cm, con superficie abassiale striata, più o meno convessa, glabra e con margine superiore arrotondato o ottuso, leggermente eroso-denticolato, lievemente retroflesso. Le brattee sono ligulate-lanceolate, lunghe 5–6 mm, interamente incluse. I semi, di color marrone-rosso o marrone scuro, sono ovoidali-oblunghi, lunghi 3–4 mm, e con parte alata obovata-oblunga, lunga 10–15 mm, di colore marrone pallido o marrone-giallastro.

### Corteccia
La corteccia è ruvida, a scaglie, di colore grigio o grigio-marrone, tendente a sfogliarsi in piccole placche.

## Distribuzione e habitat
É una tipica specie subalpina, che vegeta in alta montagna a quote comprese tra 3000 e 4000 m, prevalentemente sui versanti settentrionali e su suoli acidi; il clima di riferimento è continentale montano, con precipitazioni annuali scarse. Alle quote più elevate forma foreste pure o miste con Abies squamata, alle quote inferiori solamente miste con Picea likiangensis var. rubescens, Picea aurantiaca, Abies chensiensis, Tsuga chinensis e Betula albosinensis.

## Tassonomia
P. retroflexa ha una classificazione tassonomica contrastata: in Flora of China 4:28 (1999) è descritta come un sinonimo di P. asperata var. asperata, mentre altri autori botanici cinesi la mantengono al rango di specie, oppure la considerano una varietà di P. aurantiaca. Diventa necessario un attento riesame morfologico o studi filogenetici atti a risolvere definitivamente i dubbi sulla classificazione.

## Usi
Pur non essendoci informazioni precise sull'utilizzo del suo legno, si è a conoscenza di un suo ampio sfruttamento nella zona del suo areale. Introdotta in Europa e Stati Uniti da Ernest Wilson, questa specie è presente in molti arboreti, talvolta confusa con P. asperata.

## Conservazione
Lo sfruttamento economico del suo legno, soprattutto tra gli anni 50 e 90 dello scorso secolo, con conseguente deforestazione, ne ha ridotto di circa il 50% l'areale e la popolazione. Nonostante le leggi restrittive promulgate dalle autorità cinesi, viene classificata come specie in pericolo nella Lista rossa IUCN.